# Garcinia pungens
Garcinia pungens är en tvåhjärtbladig växtart som beskrevs av A. Borhidi. Garcinia pungens ingår i släktet Garcinia och familjen Clusiaceae. Inga underarter finns listade i Catalogue of Life.